# Biras
Biras (okzitanisch: Biràs) ist eine französische Gemeinde mit 715 Einwohnern (Stand: 1. Januar 2022) im Norden des Départements Dordogne in der Region Nouvelle-Aquitaine. Die Gemeinde gehört zum Arrondissement Nontron und zum Kanton Brantôme en Périgord. Zuständiger Gemeindeverband ist die Communauté de communes Dronne et Belle. Die Einwohner werden Biracois bzw. Biracoises genannt.

## Etymologie
Über die Etymologie des Ortsnamens Biras bestehen mehrere Hypothesen:
- Ernest Nègre leitet ihn aus der vorkeltischen Wurzel * berr ab – eine Gewässerbezeichnung (Hydronym), der als Suffix das lateinische -aceum nachgestellt ist,
- das Toponym entstammt möglicherweise dem gallorömischen Eigennamen Biracius,
- denkbar ist auch das gallische birros (kurz),
- möglich auch die merovingische Wurzel Ber oder Per (Bär), die im 6. Jahrhundert als Bero auftaucht.

## Geographie

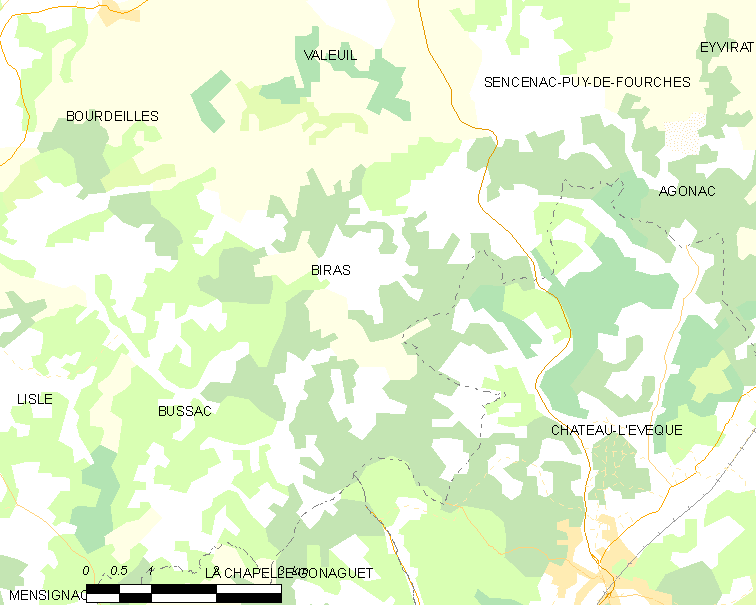
Lagekarte von Biras

Biras liegt etwa 13 Kilometer nordnordöstlich von Périgueux im Périgord central, im Übergangsbereich zwischen Périgord vert und Périgord blanc. Nach Lisle im Westen sind es 7 Kilometer, nach Chancelade im Süden 9 Kilometer. Die Gemeinde fällt bereits unter den Einzugsbereich der Agglomeration Périgueux.
Umgeben wird Biras von folgenden Nachbargemeinden:
| Bourdeilles | Brantôme en Périgord                        | Brantôme en Périgord |
| Bussac      | Kompassrose, die auf Nachbargemeinden zeigt | Château-l’Évêque     |
| Bussac      | Château-l’Évêque                            | Château-l’Évêque     |

Die Gemeinde besteht aus folgenden Geländepunkten, Weilern und Gehöften:
Banet, Beaupied, Bois de la Vergne, Bourliou, Bruneties, Fontanaud, Jamaud, La Burnie, La Cloche, La Côte, La Courbille, La Courelie, La Fouillarge, La Gare, La Guibaudie (Ruinen), La Loube, La Pacalie, La Petite Burnie, Lagerie, Le Bigas, Le Brouillaud, Le Cluzeau Bas, Le Cluzeau Haut, Le Grand Clos (Le Grand Claud), Le Maine, Le Maine, Le Mas, Le Meynassé, Le Montet, Le Poteau des Quatre Communes,  Le Puy-Mas, Le Treuil, Le Varachou, Les Barrières, Les Bouyges, Les Brugeauds, Les Chaufours, Les Granges, Les Jartes, Les Marouneaux, Les Mièdres, Les Moulineaux, Les Palissous, Les Signettes, Les Volves, Lescure, Précéger, Puyloriol, Rama, Rossignol und Termon.
Der topographisch niedrigste Punkt der Gemeinde Biras liegt auf 119 Meter im äußersten Westen bei Les Chaufours – hier verlässt der Ruisseau la Fontaine du Cluzeau die Gemeinde. Der höchste Punkt nimmt 237 Meter ein und befindet sich im Osten bei Le Grand Clos. Die absolute Höhendifferenz beträgt 118 Meter, die durchschnittliche Meerhöhe 178 Meter. Das Rathaus kommt auf 160 Meter zu liegen.
Die Gemeinde besitzt eine Gesamtfläche von 19,43 Quadratkilometer.

### Verkehrsanbindung
Den Ortskern von Biras liegt an keinen größeren Verkehrsachsen, er kann nur über Kommunalstraßen erreicht werden. Die bedeutendste Verkehrsader in der Gemeinde Biras ist die durch den Ostteil der Gemeinde in Nord-Süd-Richtung verlaufende D 939 von Brantôme nach Périgueux. Von ihr zweigt bei La Gare die D 106 e1 nach Westen ab, um außerhalb des Gemeindegebietes an die D 2 von La Tour-Blanche nach Chancelade an zubinden. Von der D 106 e1 aus lässt sich der Ortskern von Biras an zwei Abzweigungen erreichen. Der Ortskern kann auch von Bussac im Südwesten aus angesteuert werden. Sodann verlässt eine Kommunalstraße den Ortskern nach Süden in Richtung Chapelle-Gonaguet oder biegt nach Südosten ab in Richtung D 939. Ganz im Süden erfolgt von der Chapelle-Gonaguet-Verbindung noch der Abzweig der VC 201, die zum im Südosten gelegenen Château-l’Évêque führt.
La Gare war einst ein Haltepunkt auf der Eisenbahnstrecke Périgueux–Brantôme–Saint-Pardoux-la-Rivière, die zwischen 1888 und 1949 von der Société des chemins de fer du Périgord betrieben wurde.

### Bodenbedeckung

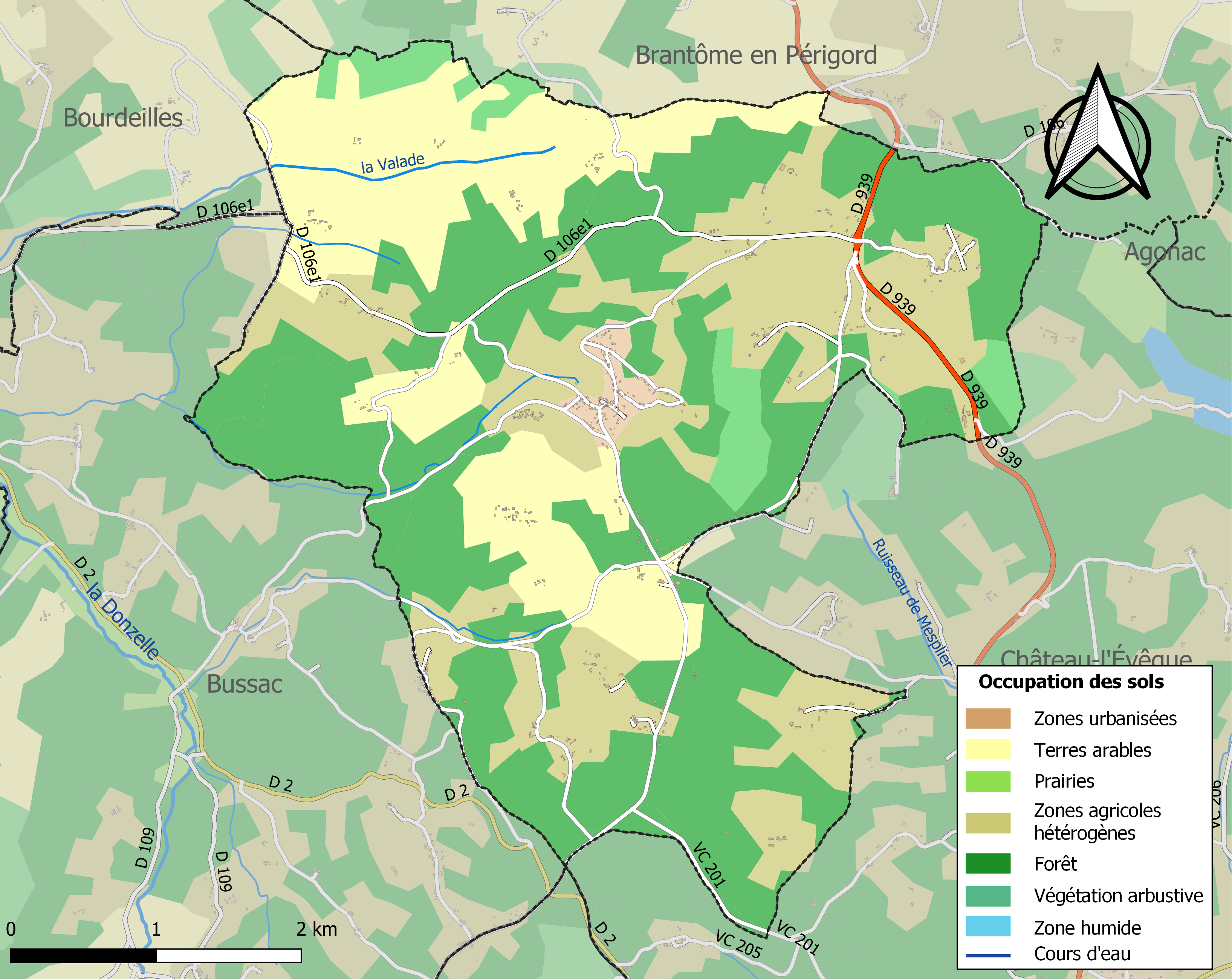
Bodenbedeckung in der Gemeinde Biras

Die Bodenbedeckung der Gemeinde Biras schlüsselt sich im Jahr 2012 gemäß der europäischen Datenbank CORINE Land Cover (CLC) wie folgt auf:
- Wälder oder seminaturelle Ländereien – 44,9 %
- heterogene landwirtschaftliche Nutzung – 28,6 %
- Ackerland – 22,7 %
- Buschwerk – 3,8 %.

Die landwirtschaftliche Nutzung steht mit 51,3 % im Vordergrund.

### Fernwanderweg
Aus Valeuil im Norden kommend durchzieht der Fernwanderweg GR 36 auf mehr als 5 Kilometer das Gemeindegebiet. Er dirigiert sich hierbei in Richtung Château de la Côte, begleitet die Westgrenze nach Süden und biegt dann nach Südwesten zum Ortskern von Bussac ab.

## Klima
Das Klima in Biras ist gemäßigt; Regen fällt übers Jahr verteilt. Die Gemeinde besitzt ein abgeschwächtes ozeanisches Klima  mit gemäßigtem Sommer (Cfb nach Köppen und Geiger), das sich durch folgende Parameter auszeichnet:
| Klimaparameter im Zeitraum 1971–2000 |
| --- |
| - Jahresmittel: 12,2 °C - Anzahl der Tage unter −5 °C: 2,6 - Anzahl der Tage oberhalb 30 °C: 6,7 - Maximum im Tages-Temperaturunterschied: 14,8 °C - Jahresniederschlag: 971 mm - Niederschlagstage im Januar: 13,1 - Niederschlagstage im Juli: 7,0 |

Durch den Klimawandel zeichnen sich Erhöhungen im Jahresmittel ab, die sich bereits auch bemerkbar machen. So ist beispielsweise an der 50 Kilometer entfernten Wetterstation in Bergerac das langjährige Jahresmittel von 13,2 °C für 1971–2000 über 13,1 °C für 1981–2010 auf 13,3 °C für 1991–2020 angestiegen – ein Zuwachs um 0,1 °C innerhalb von 20 Jahren.

## Hydrographie

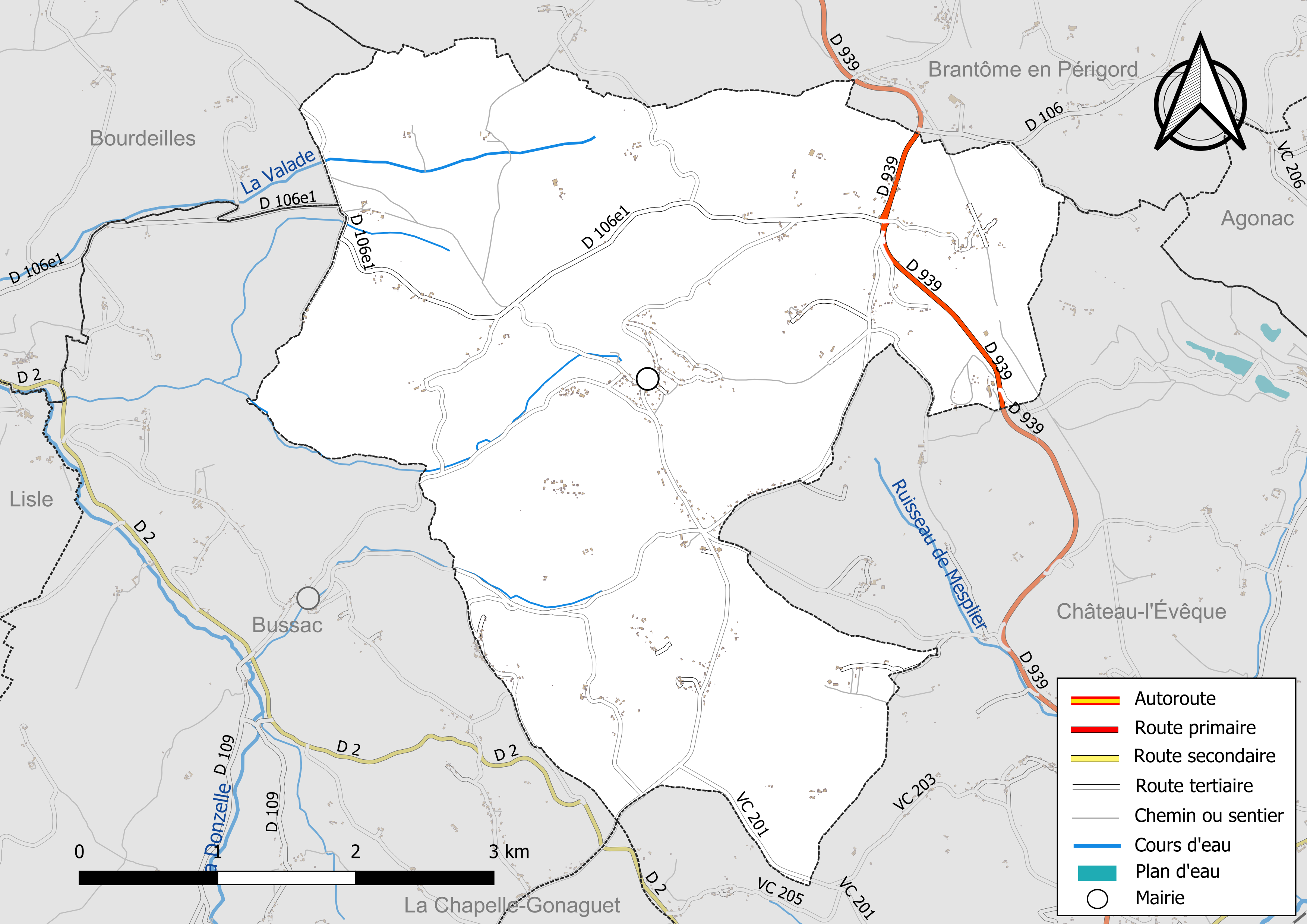
Hydrographische Karte von Biras

Die Gemeinde Biras verfügt über drei kleine rechte Seitenarme der Donzelle, die alle in westlicher Richtung abfließen. Zu nennen sind im Norden die Valade (oder auch Veyssonie), der Ruisseau la Fontaine du Cluzeau im Mittelabschnitt und im Süden ein namenloser Wasserlauf, der den Ortskern von Bussac ansteuert. Die Valade legt etwas mehr als 3 Kilometer im Gemeindegebiet zurück. Der Ruisseau la Fontaine du Cluzeau entspringt unmittelbar nordwestlich des Ortskerns von Biras und besitzt noch einen kleinen rechten Seitenarm. Alle diese drei Seitenarme spalten sich ihrerseits im Gemeindegebiet in mehrere Trockentäler auf. So liegt auch der Ortskern an einem Trockental des Ruisseau la Fontaine du Cluzeau.
Rund 90 % der Gemeinde Biras entwässern nach Westen in Richtung Donzelle. Nur zwei kleine Gebiete im Nordosten und Südosten stehen über Trockentäler mit dem Flusssystem der Beauronne im Osten und Südosten in Verbindung. Das Gebiet um Fontanaud im Nordosten entsendet ein Trockental zu einem unbenannten rechten Seitenarm der Beauronne, der bei Preyssac (Gemeinde Château-l’Évêque) mündet. Die Trockentäler um Loube und La Burnie im Südosten dirigieren sich nach Osten zum Ruisseau de Mesplier, ebenfalls ein rechter Seitenarm der Beauronne, der bei Château-l’Évêque einmündet.
Beauronne und Donzelle und ihre Seitenarme gehören zum Flusssystem Isle-Dronne.
Die Gesamtlänge des Entwässerungsnetzes in der Gemeinde Biras beträgt 7 Kilometer.

## Geologie

Geologische Karte von Biras

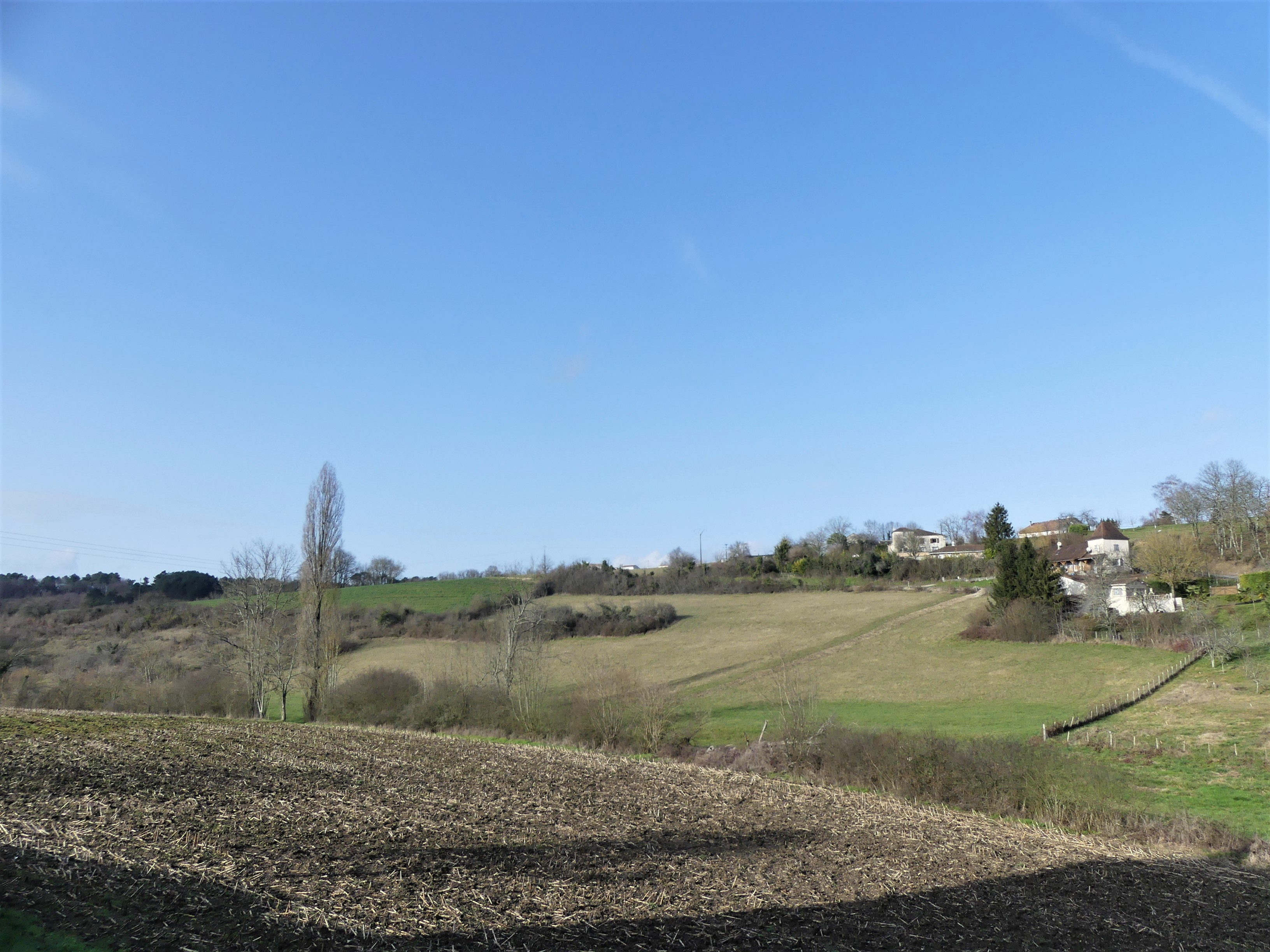
Blick vom Ortskern nach Nordwesten. Im Vordergrund ein Trockental, der Hang dahinter besteht aus Santonium, das von kolluvialen Lockersedimenten abgedeckt wird.

Die Gemeinde Biras liegt vollständig auf flachliegenden Sedimenten des nördlichen Aquitanischen Beckens. Die anstehende Schichtenfolge stammt aus der Oberkreide und reicht vom Oberturon über Coniacium und Santonium zum Untercampan. Die Sedimente sind vorwiegend im Bereich der Talungen und ihrer Hanglagen aufgeschlossen. Hiervon ausgenommen ist das Untercampan, das sich auf den Hochlagen findet. Die Gemeinde wird ansonst von flächenmäßig sehr verbreiteten, tertiären Lockersedimenten abgedeckt.

### Schichtenfolge
Die Schichtenfolge in Biras besteht aus Sedimenten der Oberkreide und reicht vom oberen Angoumien bis zum Campanium 1. Das obere Angoumien oder Angoulême-Formation (Formation c3c) besteht aus kryptokristallinen, kiesartigen Kalken und kreidigen, rudistenführenden Kalken des Turoniums. Anstehend sind sie am Westrand entlang des Taleinschnitts des Ruisseau la Fontaine du Cluzeau (bei Les Chaufours) und entlang des Flusslaufs nach Bussac (bei Le Mas). Darüber legt sich Coniacium (Formation c4) – harte, kristalline Fossilkalke, die auch sandige Lagen aufweisen. Sie sind vor allen Dingen zu sehen bei La Courelie und bei Les Palissous. Sodann erscheint Untersanton (Formation c5a) – graue, glaukonithaltige, plattige Kalke, z. B. bei La Côte oder bei Haut Cluzeau. Es wird von Mittel- und Obersanton (Formation c5b-c) abgedeckt. Hierbei handelt sich um mergelige Kalke mit Austernschill, siltige Mergel und graue, kreidige, glaukonithaltige Kalke mit schwarzem Silex – aufgeschlossen unter anderem in den Hanglagen oberhalb des Ortskerns. Das abschließende Campanium 1 mit den Biozonen c I und c II wird von weichen, mergeligen, weißlichen Kreidekalken aufgebaut, welche grauen Silex enthalten. Es bildet die Hochlagen der Gemeinde – beispielsweise nördlich von La Guibaudie, bei La Gare, bei Jamaud und am höchsten Punkt bei Puyloriol.

### Lockersedimente
Kolluviale Lockersedimente der Formation ACS bedecken die Oberkreide in einem großen Teil Gemeindegebiets. Sie stammen aus dem Pleistozän und bestehen aus tonigen Sanden und enthalten schwarzen Silex, der vorwiegend aus dem Santonium, aber auch aus dem Coniacium hervorgegangen ist. Erwähnenswertswert sind in ihnen auftretende Dolinen (bei Fontanaud und La Gare im Nordosten).
Der jetzige Talboden der drei Seitenarme der Donzelle wird am Westrand der Gemeinde von holozänem Alluvium der Formation Fz aufgefüllt. Die Talungen der Trockentäler sind hingegen von würmzeitlichem, gemischtem Kolluvium aus tonigen Sanden und Kalkbruchstücken (Formation CF-c) ausgekleidet.

### Tektonik
Die Gemeinde Biras liegt am Ostrand der N 170 streichenden Bussac-Antiklinale. Diese vermittelt zwischen der N 120 streichenden La-Tour-Blanche-Antiklinale im Nordwesten und der N 135 streichenden Périgueux-Antiklinale im Südosten. Die Aufwölbung des Untergrundes macht sich durch das Erscheinen des oberen Angoumiens in den beiden Seitentälern der Donzelle an der Westgrenze bemerkbar.

## Naturrisiken

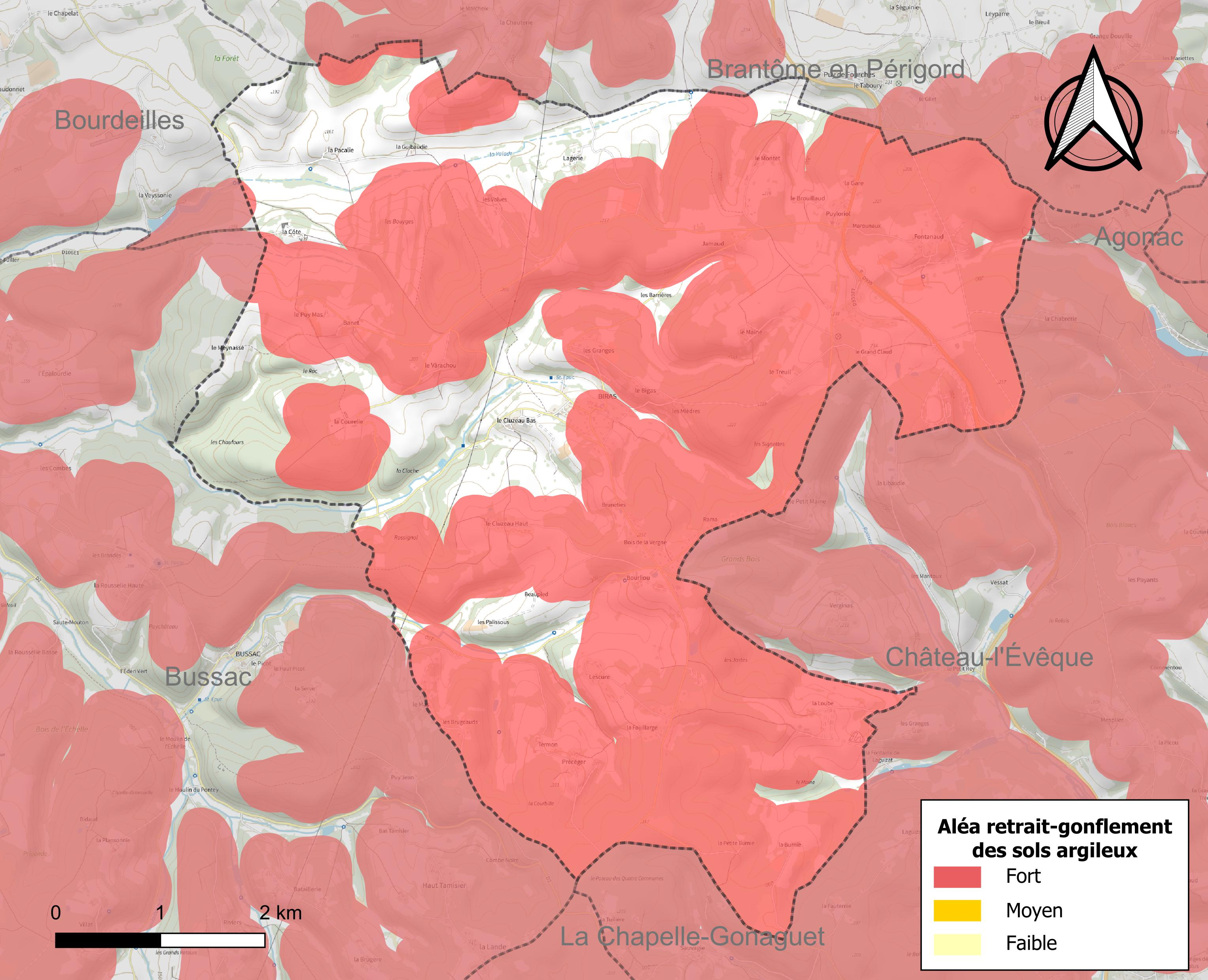
Risikokarte des Quellungs/Schrumpfungsverhältnisses von Tonmineralen in Böden für Biras

Naturrisiken manifestieren sich in Biras als
- Überschwemmungen und den mit ihnen assoziierten Schlammströmen und Hangrutschungen an den Seitenarmen der Donzelle
- Dürren
- Stürme
- Bodensetzungen.

In den Jahren 1982, 1983, 1986, 1988, 1993, 1999 und 2018 (insbesondere 1999) kam es aufgrund erhöhter Niederschläge zu Überschwemmungen, größeren Bodenbewegungen und Rutschungen.
Dürrejahre waren 1989, 2003 und 2011. In diesen Jahren herrschte erhöhte Waldbrandgefahr.
Ein herausragendes Wintersturmereignis war das Sturmtief Martin im Dezember 1999, das enorme Schäden an den Wäldern und auch an der Infrastruktur hinterließ. Die Zerstörungen in den Wäldern sind selbst im Jahr 2022 noch zu erkennen.
Wie die Risikokarte zeigt, ist Biras auf 76,4 % seiner Oberfläche mäßig bis stark von der Gefahr durch Bodensetzungen betroffen, die Gefahren konzentrieren sich hierbei auf Böden des Kolluviums auf den Höhenlagen. Die Talungen und anstehende Oberkreide (mit Ausnahme des Campaniums) sind hiervon ausgenommen.
Die Erdbebengefahr ist als relativ niedrig einzustufen, am Westrand des Massif Central sind recht seltene Beben der Stärke 3 auf der Richterskala bekannt.

## Geschichte
Ältestes Bauwerk in der Gemeinde Biras ist die romanische Ortskirche Saint-Cloud aus dem 12. Jahrhundert. Sie wurde jedoch nach dem Hundertjährigen Krieg grundlegend umgebaut und erneut im 19. Jahrhundert stark abgeändert. Das Schloss Château de la Côte wurde im 15. Jahrhundert und im 16. Jahrhundert errichtet.
Die Pfarrei Biras war im Mittelalter eine von Bourdeilles abhängige Burggrafschaft (Französisch châtellenie).
Im Jahr 1211 wird Biras erstmals als Beiras erwähnt. Dies änderte sich im 13. Jahrhundert zu Biaras oder bereits Biras, im Jahr 1364 zu Byras und schließlich erneut zu Biras im Jahr 1757.
Im Jahr 2017 wird die Gemeinde Biras dem Arrondissement Nontron zugeschlagen, bis dahin hatte sie noch dem Arrondissement Périgueux angehört.

## Bevölkerungsentwicklung
| Bevölkerungsentwicklung in Biras | Bevölkerungsentwicklung in Biras | Bevölkerungsentwicklung in Biras |
| -------------------------------- | -------------------------------- | -------------------------------- |
| Jahr                             | Einwohner                        |                                  |
| 1962                             | 370                              |                                  |
| 1968                             | 344                              |                                  |
| 1975                             | 343                              |                                  |
| 1982                             | 354                              |                                  |
| 1990                             | 372                              |                                  |
| 1999                             | 362                              |                                  |
| 2006                             | 493                              |                                  |
| 2008                             | 531                              |                                  |
| 2013                             | 626                              |                                  |
| 2018                             | 664                              |                                  |
| 2020                             | 681                              |                                  |

Quelle: INSEE
Die Bevölkerungsentwicklung in Biras war von 1962 bis 1975 leicht rückläufig, stabilisierte sich dann aber. Die Gemeinde erlebte ab 1999 einen rasanten Wiederanstieg bis auf das Niveau von 1891. Die Gemeinde besaß ihre höchste Einwohnerzahl von 890 Einwohnern im Jahr 1831.
Die Bevölkerungsdichte in Biras beträgt 35,0 Einwohner pro Quadratkilometer.

## Verwaltung
Bürgermeister in der Gemeinde Biras ist seit Mai 2020 Jean-Michel Nadal.

## Präsidentschaftswahlen 2022
| Kandidaten                       | Kandidaten            | Parteien                      | Parteien            | 1. Wahlgang | 1. Wahlgang | 2. Wahlgang | 2. Wahlgang |
| Kandidaten                       | Kandidaten            | Parteien                      | Parteien            | Stimmen     | %           | Stimmen     | %           |
| -------------------------------- | --------------------- | ----------------------------- | ------------------- | ----------- | ----------- | ----------- | ----------- |
|                                  | Marine Le Pen         | Front national                | FN                  | 138         | 31,36 %     | 209         | 54,71 %     |
|                                  | Emmanuel Macron       | En marche !                   | EM                  | 82          | 18,64 %     | 173         | 45,29 %     |
|                                  | Jean-Luc Mélenchon    | Front de gauche               | FDG                 | 100         | 22,73 %     |             |             |
|                                  | Éric Zemmour          | Reconquête                    |                     | 27          | 6,14 %      |             |             |
|                                  | Valérie Pécresse      | Les Républicains              | LR                  | 12          | 2,73 %      |             |             |
|                                  | Jean Lassalle         | Résistons !                   | R                   | 17          | 3,86 %      |             |             |
|                                  | Anne Hidalgo          | Parti socialiste              | PS                  | 9           | 2,04 %      |             |             |
|                                  | Fabien Roussel        | Parti communiste français     | PC                  | 16          | 3,64 %      |             |             |
|                                  | Nicolas Dupont-Aignan | Debout la République          | DLR                 | 12          | 2,73 %      |             |             |
|                                  | Yannick Jadot         | Europe Écologie-Les Verts     | EELV                | 20          | 4,54 %      |             |             |
|                                  | Nathalie Arthaud      | Lutte Ouvrière                | LO                  | 4           | 0,91 %      |             |             |
|                                  | Philippe Poutou       | Nouveau Parti anticapitaliste | NPA                 | 3           | 0,68 %      |             |             |
|                                  |                       |                               |                     |             |             |             |             |
| Gesamt                           | Gesamt                | Gesamt                        | Gesamt              | 440         | 100 %       | 382         | 100 %       |
|                                  |                       |                               |                     |             |             |             |             |
| Gültige Stimmen                  | Gültige Stimmen       | Gültige Stimmen               | Gültige Stimmen     | 440         | 97,78 %     | 382         | 88,02 %     |
| Ungültige Stimmen                | Ungültige Stimmen     | Ungültige Stimmen             | Ungültige Stimmen   | 10          | 2,22 %      | 52          | 11,98 %     |
| Wahlbeteiligung                  | Wahlbeteiligung       | Wahlbeteiligung               | Wahlbeteiligung     | 450         | 86,87 %     | 434         | 83,78 %     |
| Enthaltungen                     | Enthaltungen          | Enthaltungen                  | Enthaltungen        | 68          | 13,13 %     | 84          | 16,22 %     |
| Registrierte Wähler              | Registrierte Wähler   | Registrierte Wähler           | Registrierte Wähler | 518         |             | 518         |             |
|                                  |                       |                               |                     |             |             |             |             |
| Quelle: Ministère de l'Intérieur |                       |                               |                     |             |             |             |             |

Die Präsidentschaftswahlen 2022 in Biras konnte Marine Le Pen für sich entscheiden. Im ersten Wahlgang hatte Jean-Luc Mélenchon zwar noch die zweitmeisten Stimmen erhalten, war aber dann auf nationaler Ebene für die Stichwahl im zweiten Wahlgang ausgeschieden.

## Wirtschaft

### Beschäftigung
Im Jahr 2016 betrug die erwerbsfähige Bevölkerung zwischen 15 und 64 Jahren 347 Personen (52,3 % der Gesamtbevölkerung). Als arbeitslos waren 31 Personen gemeldet, die Arbeitslosigkeit belief sich somit auf 8,9 % – ein Anstieg um 11 Personen (gegenüber 20 Personen im Jahr 2011).

### Unternehmen
Am 31. Dezember 2015 waren in der Gemeinde Biras 48 Unternehmen angesiedelt, davon 16 in Landwirtschaft, Forst oder Fischerei, 13 im Baugewerbe, 12 in Handel, Transport und Dienstleistungen, 4 in Verwaltung, Bildung, Gesundheit oder Sozialhilfe und 3 in der Industrie.

## Sehenswürdigkeiten
- Ortskirche Saint-Cloud aus dem 12. Jahrhundert
- Schloss Château de la Côte aus dem 15./16. Jahrhundert

## Photogalerie

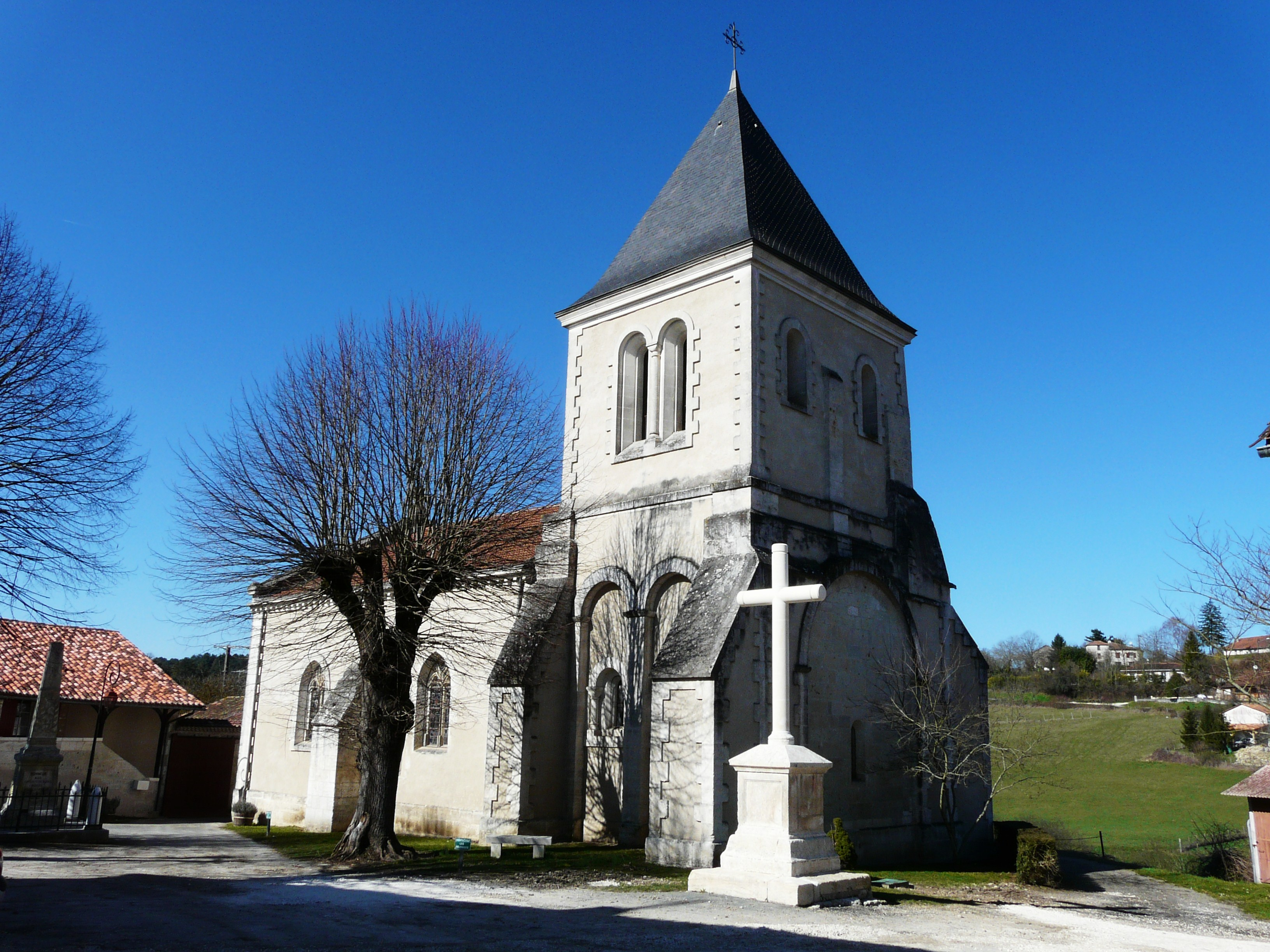
Ortskirche Saint-Cloud
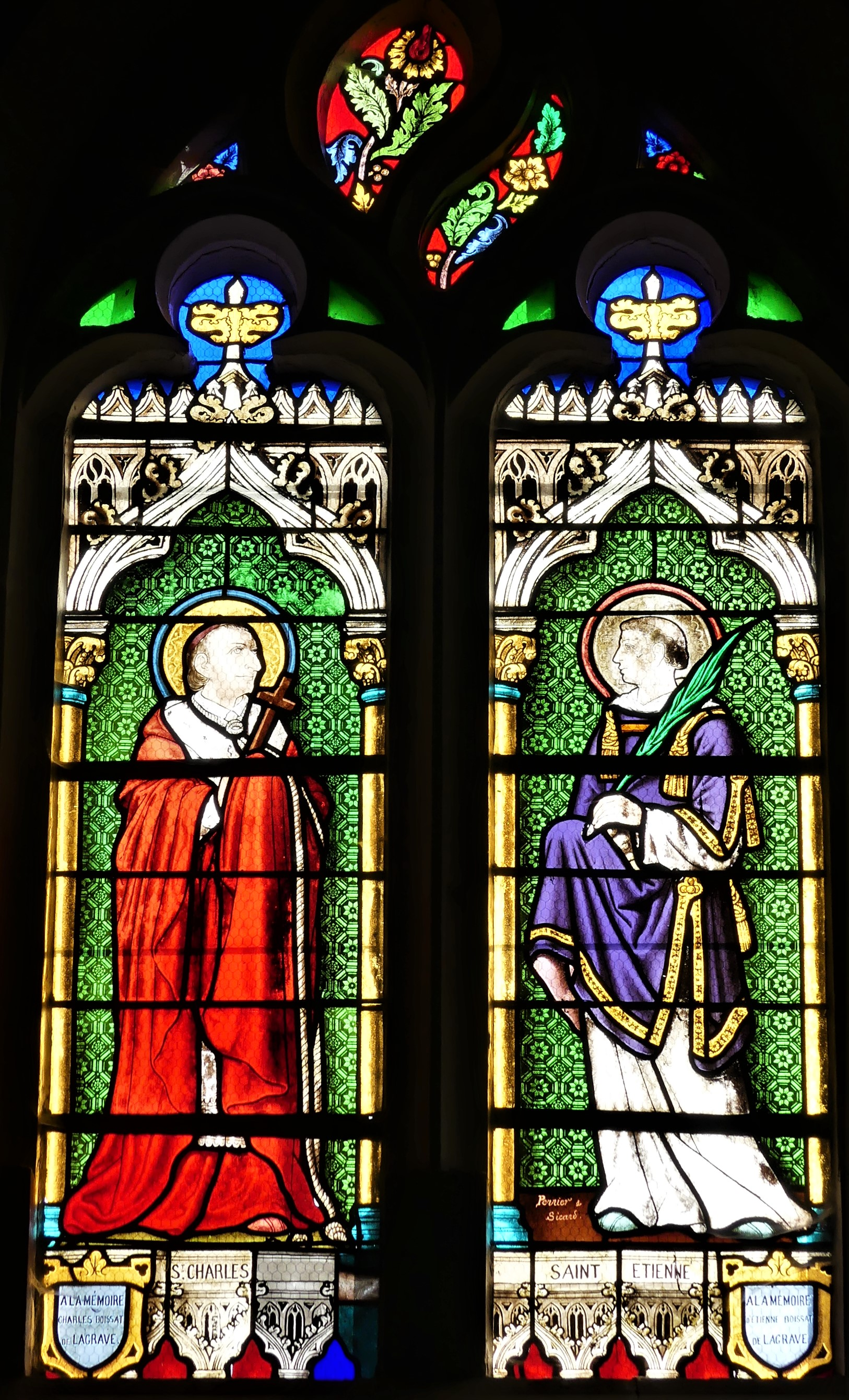
Buntglasfenster
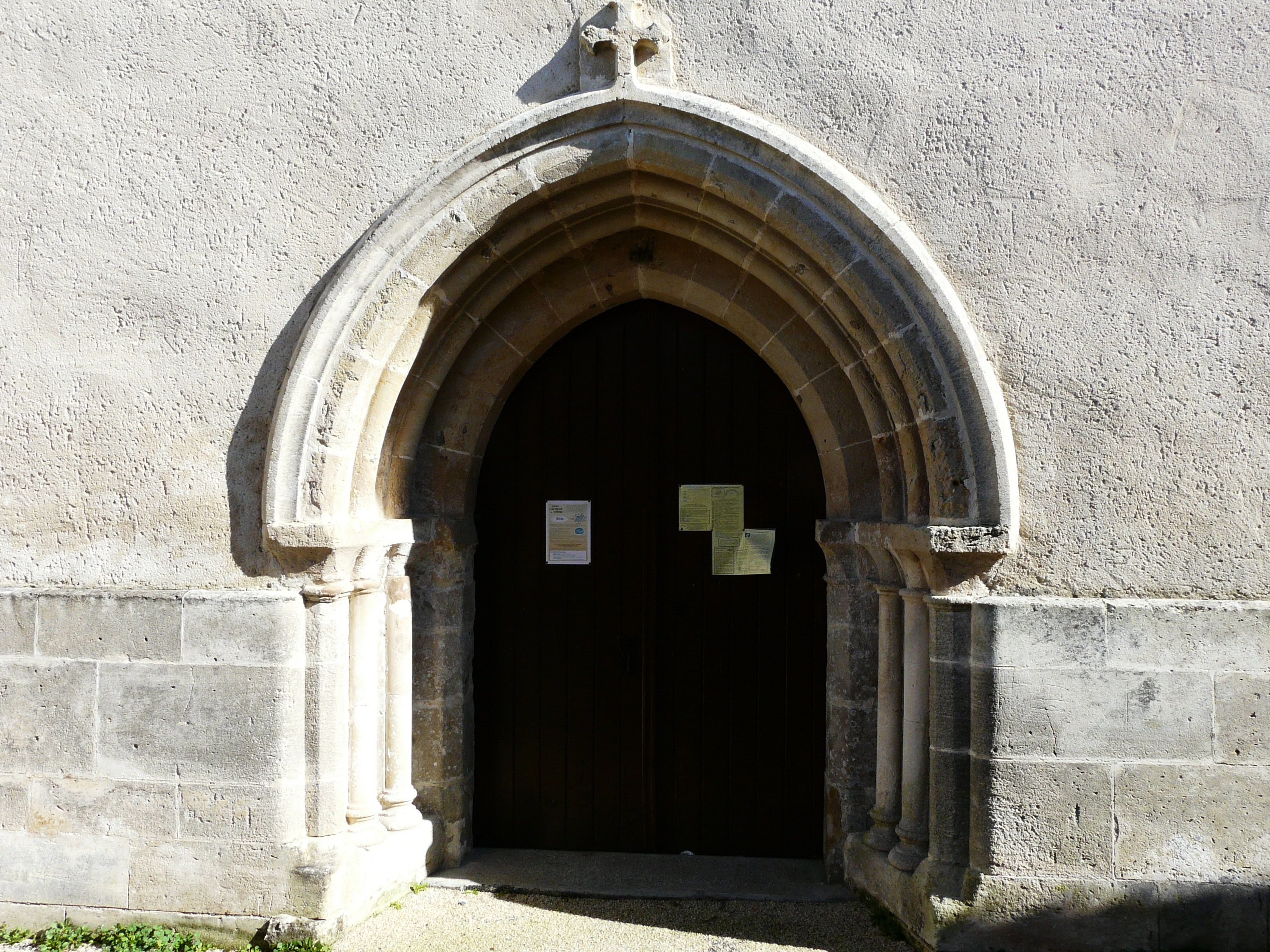
Eingangsportal von Saint-Cloud
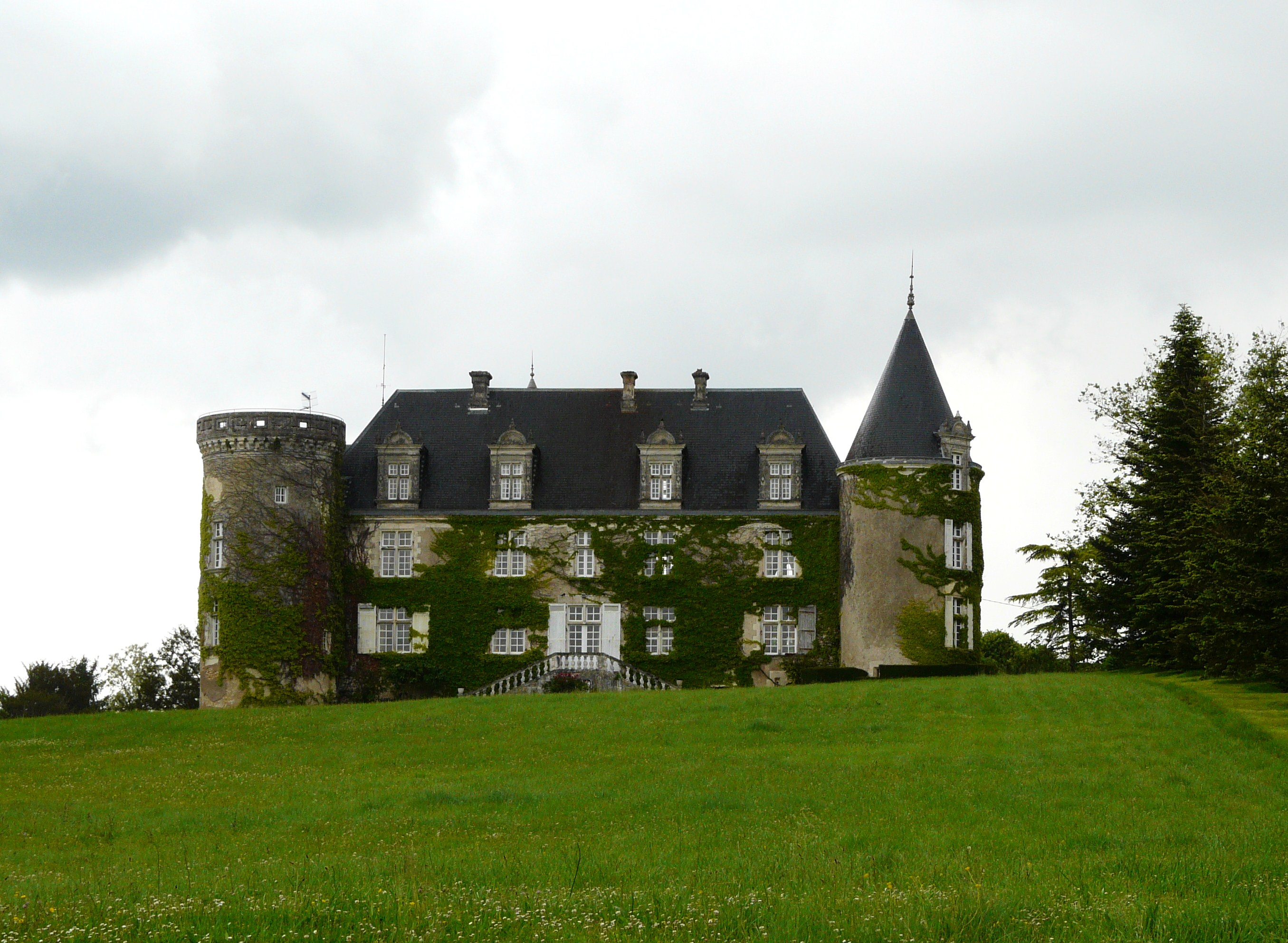
Schloss Château de la Côte
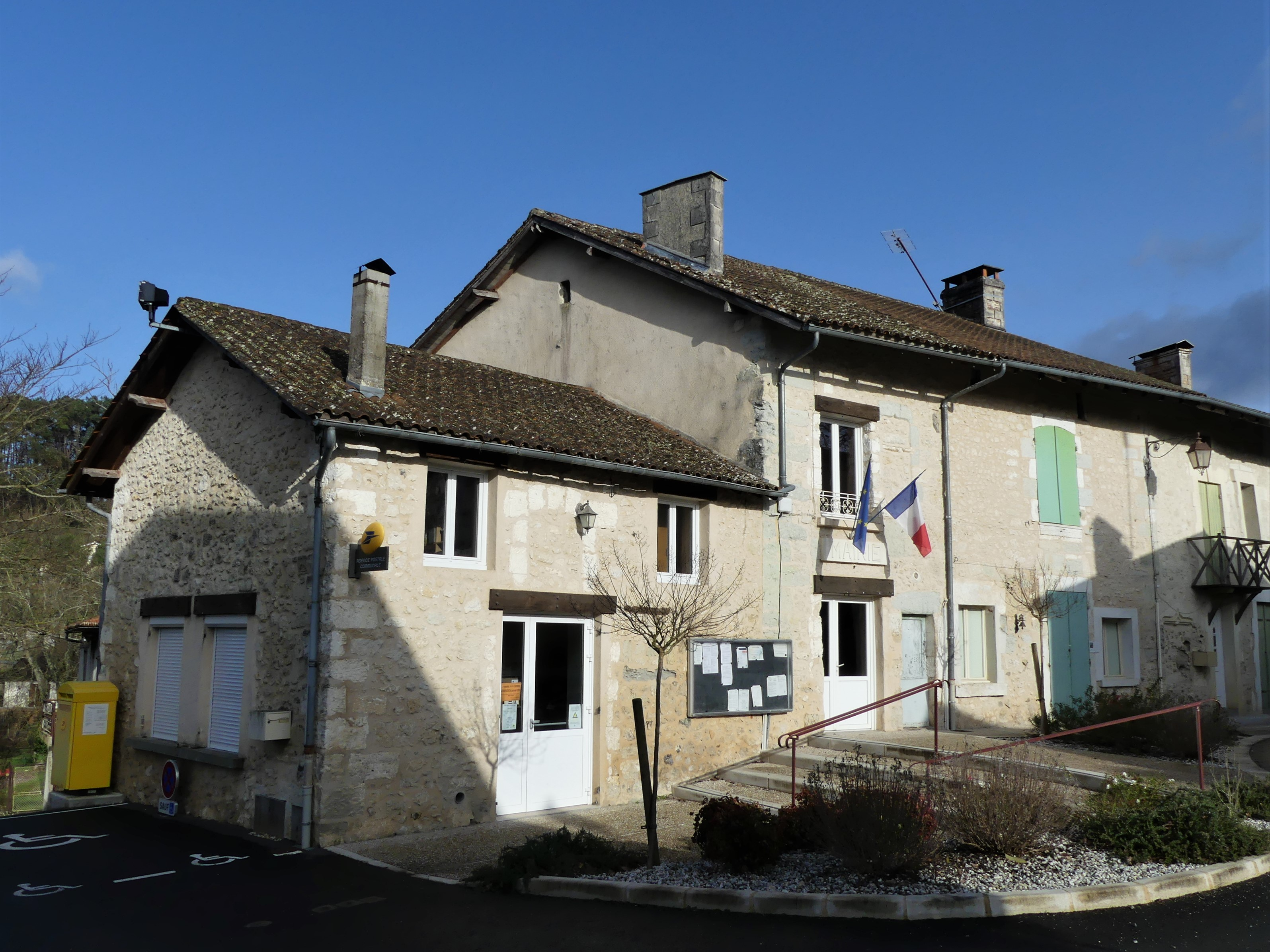
Rathaus von Biras
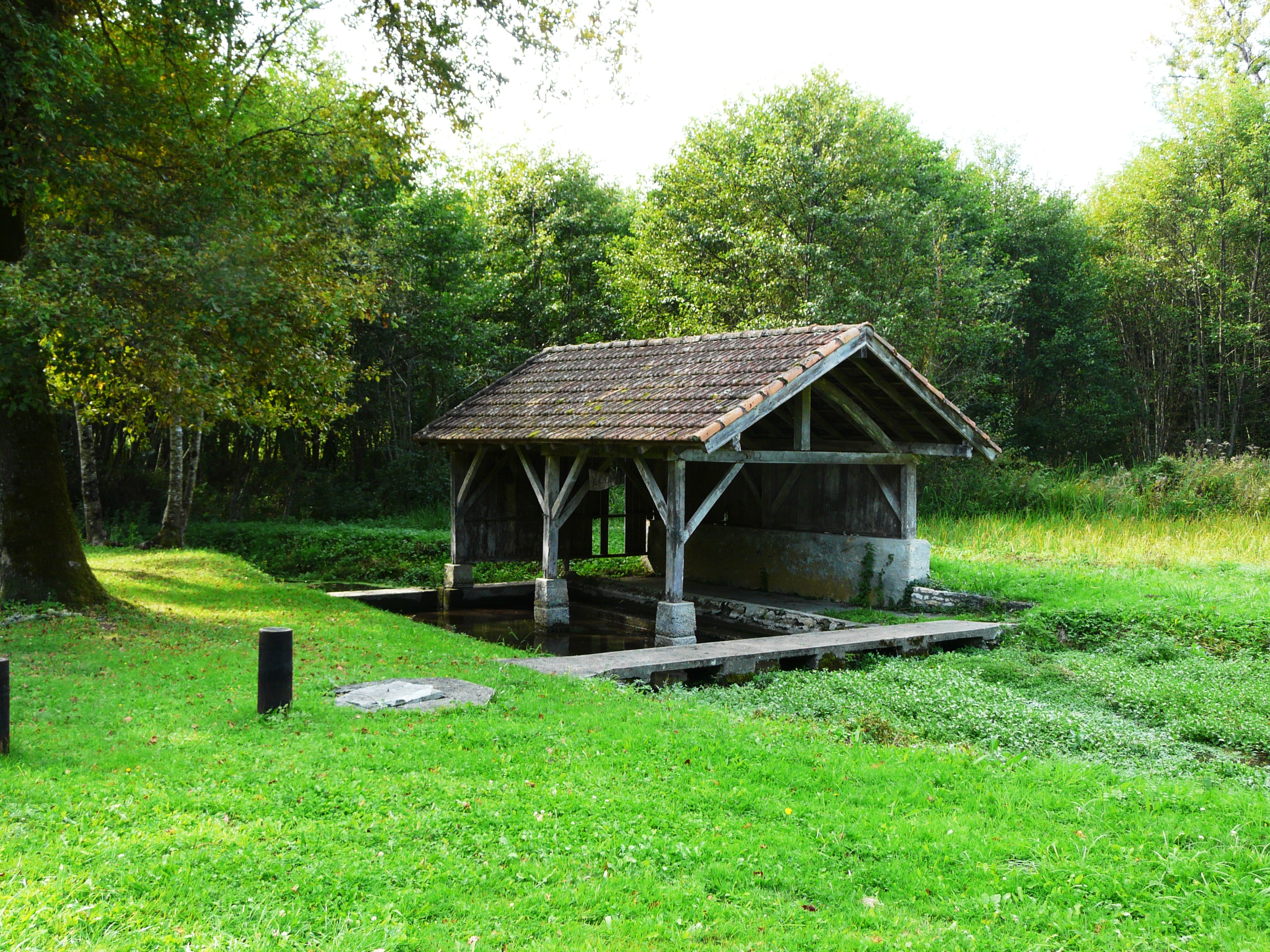
Das Waschhaus von Biras
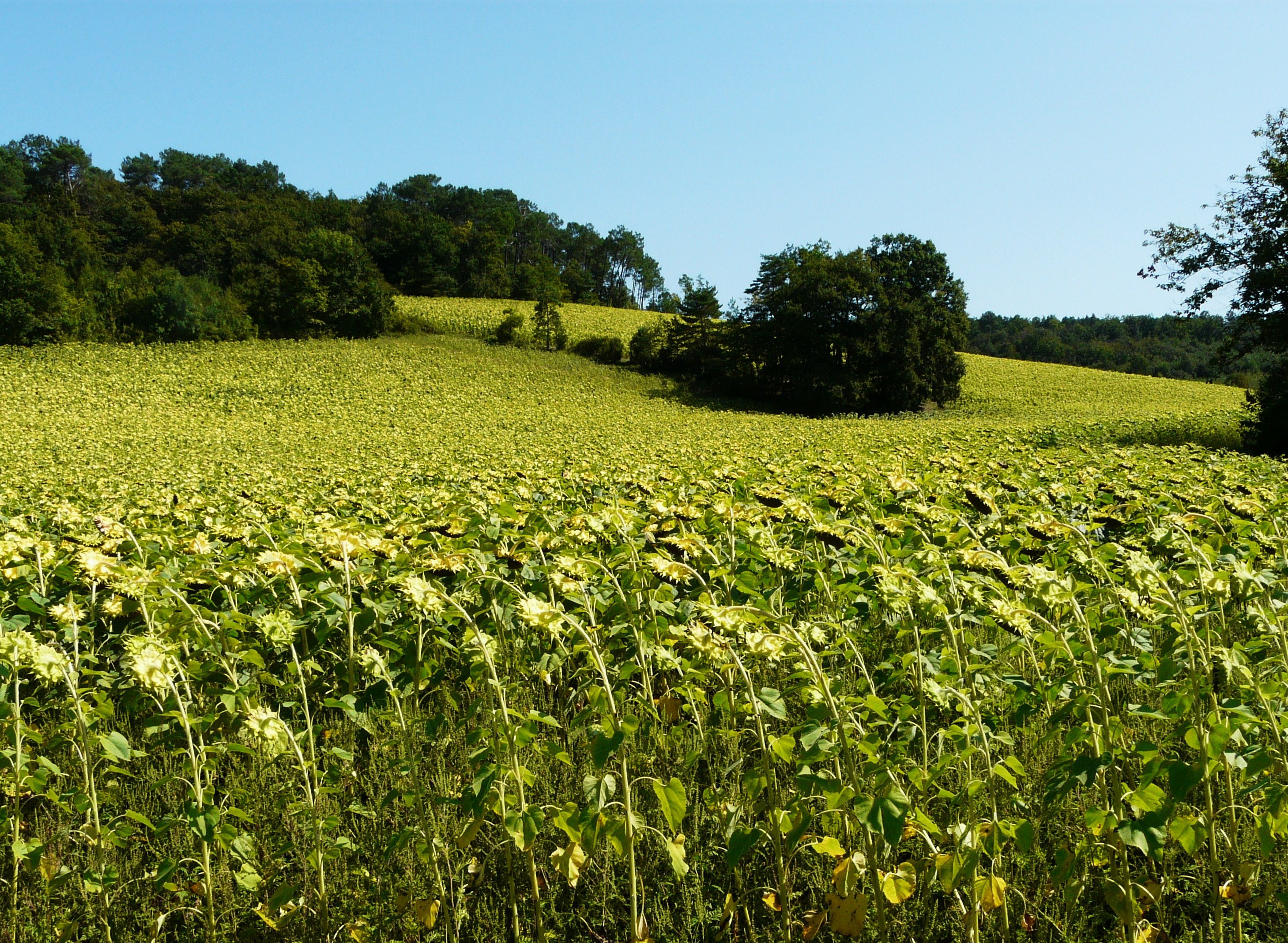
Sonnenblumenfeld gegen Sommerende

## Persönlichkeiten
- Jean Marie du Lau d’Allemans (1738–1792), Erzbischof von Arles (1775–1790)